# Лука Фриго
Лука Фриго (итал. Luca Frigo — Монкалијери, 30. мај 1993) професионални је италијански хокејаш на леду који игра на позицији одбрамбеног играча. 
Члан је сениорске репрезентације Италије за коју је дебитовао на светском првенству 2015. године. 